# Woliniens
Les Woliniens (en latin Velunzani, en polonais Wolinianie) étaient des une tribu léchitique vivant au début du Moyen Âge en Poméranie. Ils sont mentionnés pour la première fois sous le nom de « Velunzani » par le géographe bavarois, vers 845 ; le Géographe précise qu'ils disposent de 70 civitates. Associés à la fois aux Vélètes et aux Poméraniens, ils étaient basés sur l'île de Wolin et les terres fermes adjacentes. Comparé aux autres tribus de ces groupes, le territoire des Woliniens était relativement petit mais densément peuplé : au XIe siècle, il y avait un établissement humain tous les quatre kilomètres carrés. Les Woliniens sont décrits par Jan Maria Piskorski comme la tribu poméranienne la plus puissante. Cette position résultait de leur possession de l'emporium multiethnique situé sur le site de la ville actuelle de Wolin, alors connue sous le nom de Jomsborg, Jumne, Julin ou Vineta.
À la fin du Xe siècle, les ducs polonais Mieszko Ier et Bolesław Ier le Vaillant soumettent certaines parties de la Poméranie et combattent également les Woliniens. Une grande partie de Wolin fut détruite en 1043 par le roi dano-norvégien Magnus le Bon, qui ne parvint cependant pas à conquérir son centre. Au milieu du XIe siècle également, les exportations et la richesse furent considérablement réduites, en partie à cause de l'effondrement du marché polonais. Cependant, les Woliniens conservèrent leur indépendance et continuèrent d'héberger des réfugiés de l'opposition danoise, ce qui poussa le roi danois Erik Ier à lancer une nouvelle campagne contre eux en 1098.
En 1121/22, le duc polonais Boleslas III Bouche-Torse prit la région lors de sa conquête du duché de Poméranie sous Wartislaw Ier. Les habitants furent ensuite christianisés et perdirent leur identité tribale lorsqu'ils furent intégrés au duché de Poméranie. En 1173 et 1184, Wolin fut finalement détruite par les campagnes danoises ultérieures ; toute la Poméranie passa alors sous suzeraineté danoise lors des décennies suivantes.
Aujourd'hui, les Woliniens, tout comme les Polanes et d'autres tribus léchitiques, sont considérés comme l'une des plus importantes tribus installées dans une région de la Pologne actuelle.